# Tisovec (Chrudim)
Tisovec é uma comuna checa localizada na região de Pardubice, distrito de Chrudim.